# Sara Studebaker
Sara Studebaker (ur. 7 października 1984 w Boise, Idaho, Stany Zjednoczone) – amerykańska biathlonistka, występująca w reprezentacji Stanów Zjednoczonych od 2007 roku. Wcześniej startowała w biegach narciarskich.
Startowała na Igrzyskach w Vancouver. W swoim najlepszym indywidualnym starcie, biegu indywidualnym, zajęła 34. miejsce.

## Osiągnięcia

### Zimowe Igrzyska Olimpijskie
| 2010 Vancouver/Whistler (Kanada) | 34. miejsce (IN), 45. miejsce (SP), 46. miejsce (PU), 17. miejsce (RL) |

### Mistrzostwa świata
| 2011 Chanty-Mansyjsk (Rosja) | 17. miejsce (IN), 48. miejsce (SP), 38. miejsce (PU), 13. miejsce (RL) |
| 2012 Ruhpolding (Niemcy)     | 38. miejsce (IN), 49. miejsce (SP), 41. miejsce (PU), 11. miejsce (RL) |

### Puchar Świata

#### Miejsca w klasyfikacji generalnej
| Sezon     | Miejsce |
| --------- | ------- |
| 2008/2009 | 91      |
| 2009/2010 | 94      |
| 2010/2011 | 34      |
| 2011/2012 | 55.     |